# Макасарова олія

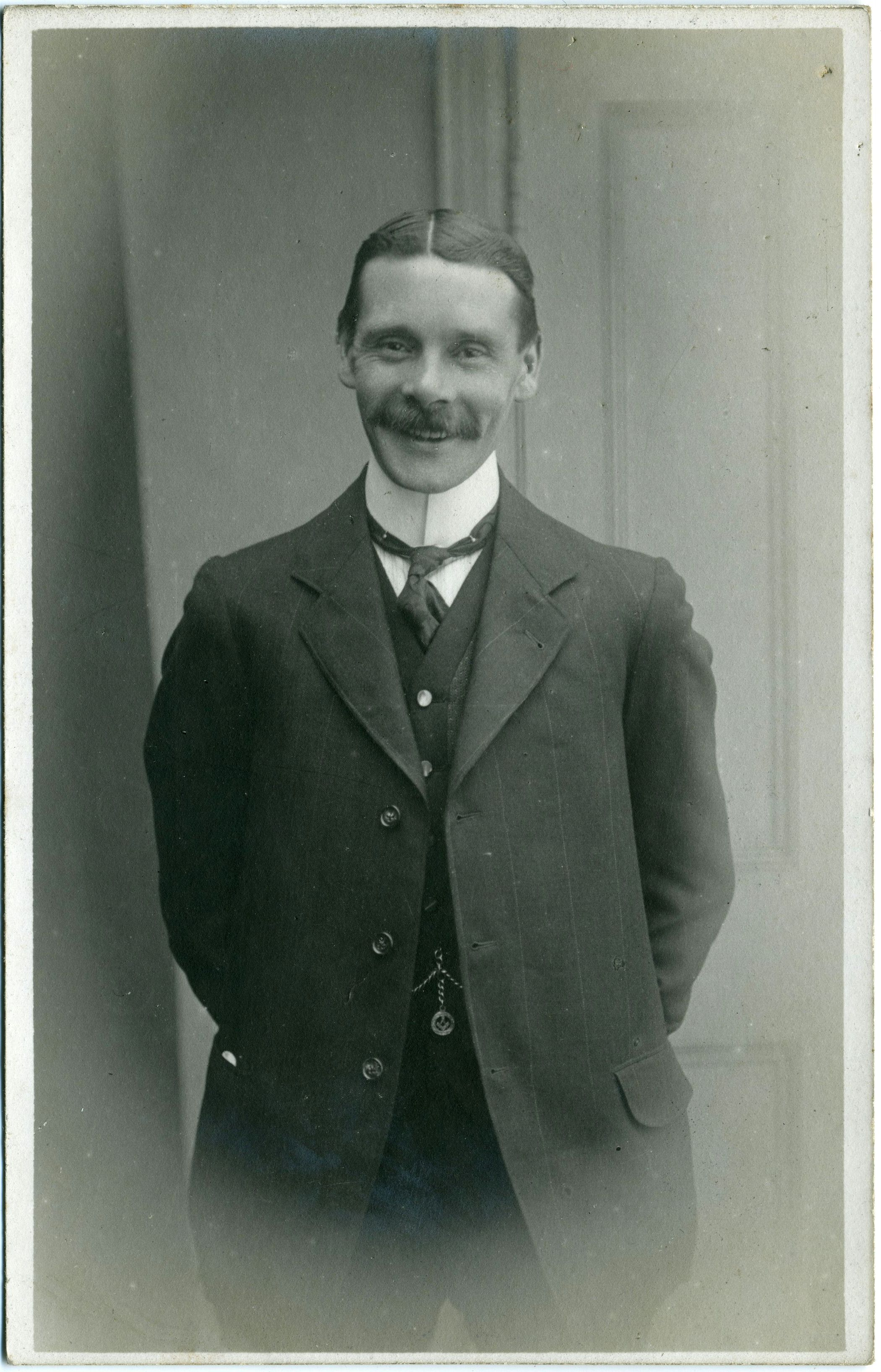
Фото чоловіка, волосся якого вкладене за допомогою макасарової олії Дата зйомки 1903—1914 рік.

Макасарова олія — рослинна олія сірого кольору, вживана як специфічний засіб для рощення та укладання волосся. Була особливо популярна у чоловіків Англії XIX і початку XX століття як кондиціонер для волосся.
Макасарова олія є сумішшю різних рослинних олій. Так, до складу цього засобу входить: кокосова або пальмова олія (базова речовина), ефірна олія іланг-іланга, кукурудзяна олія, реп'яхова олія та комплекс вітамінних речовин. Свою назву засіб отримав на честь міста Макасар в Індонезії, де добувалися інгредієнти для макасарової олії (спочатку це був цейлонський дуб або макасарове дерево —  Schleichera oleosa ). Олія експортувалася в Англію, де її ароматизували та продавали як корисну мазь для волосся, а також рекламували як засіб від облисіння.
Поет Джордж Байрон у своїй епічній поемі «Дон Жуан» згадує макасарову олію: «Я б міг порівняти її високий дар з твоєю лиш олією, чудовий Макасар!». У главі «Через збільшувальне скло» книги Керрола «Аліса в Задзеркаллі» згадується як «Макасарська олія Роланда».
Ця олія досить жирна і погано висихає. В міру поширення моди на цю мазь домогосподаркам доводилося покривати підголовники м'яких меблів спеціальними серветками, щоб на оббивці не залишалося олійних плям. З часом такі тканинні або паперові серветки стали називати антимакасарами. Такий аксесуар меблів використовують і в даний час на підголівниках сидінь літаків, поїздів та автобусів.